# Izborsk

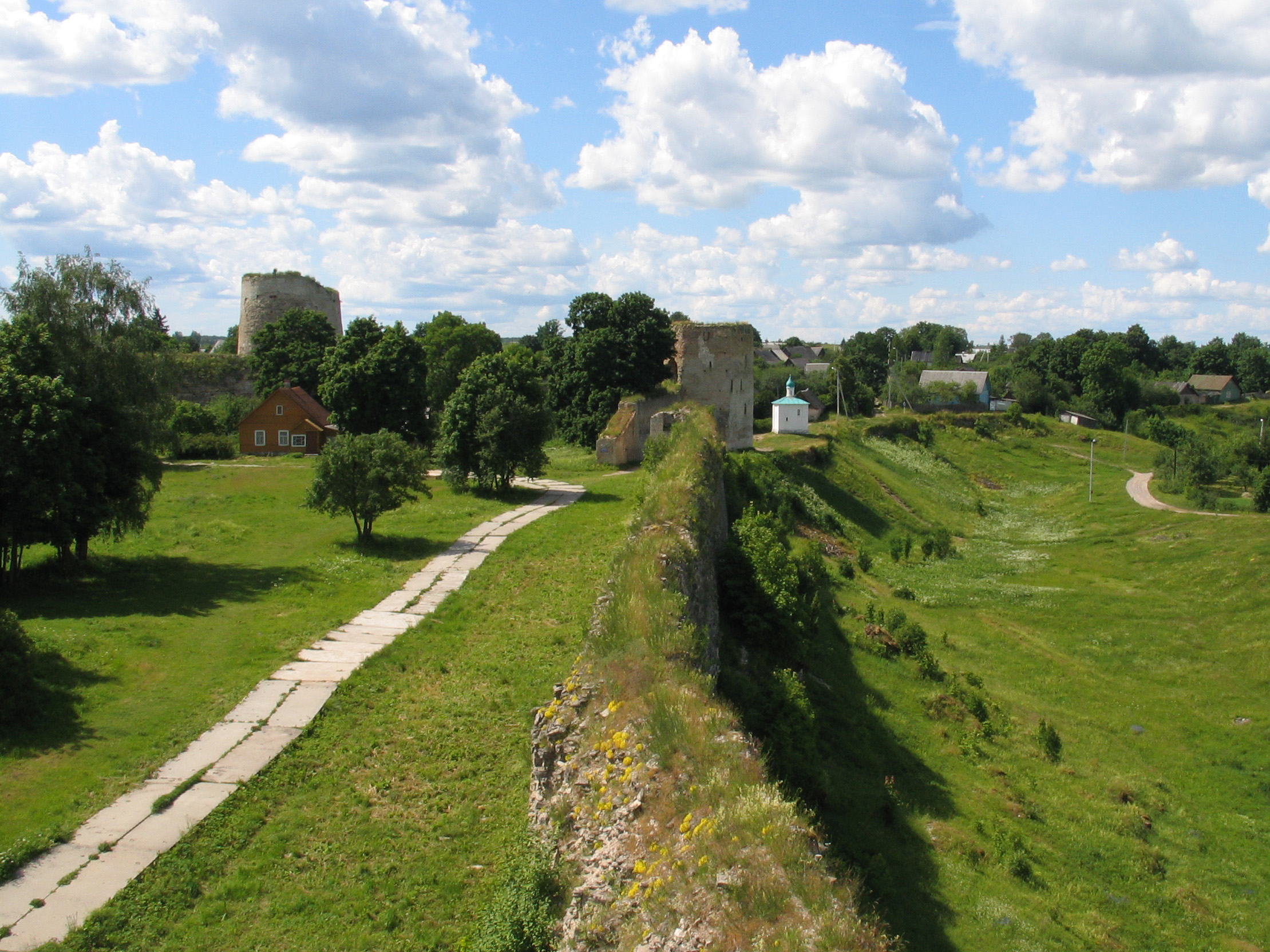
Twierdza w Izborsku latem

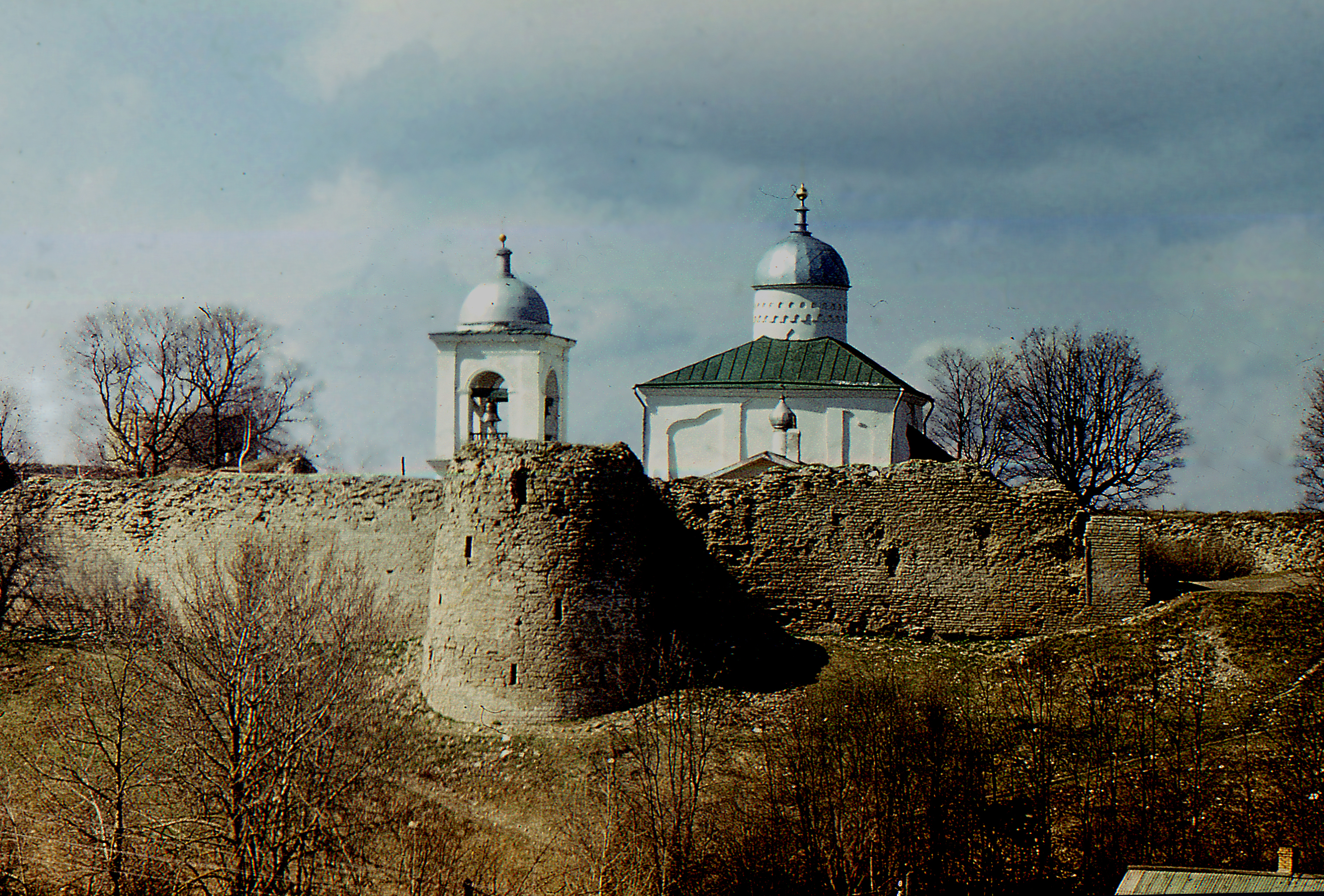
Kościół w Izborsku

Izborsk (ros. Избо́рск, est. Irboska, seto: Irbosk, Irbuska) – osiedle typu wiejskiego w obwodzie pskowskim w Rosji, około 30 km na zachód od Pskowa, tuż przy granicy z Estonią. W Izborsku znajdują się ruiny jednej z najstarszych i najbardziej okazałych twierdz ruskich.
W latach 1920-40 w granicach niepodległej Estonii pod nazwą Irboska. W latach 1941–44 pod okupacją niemiecką.

## Twierdza izborska
Pierwsza wzmianka o Izborsku pochodzi z 862 roku. Powieść minionych lat wymienia go jako siedzibę Truwora, brata Ruryka w latach 862-864. Późniejsze wykopaliska nie wykazały jednak obecności osady wareskiej w tym miejscu. Na pewno istniała w tym miejscu osada słowiańska, prawdopodobnie plemienia Krywiczów z drewnianą twierdzą wybudowaną w połowie X wieku.
W 1233 roku twierdza, wówczas już przynajmniej częściowo murowana, została zdobyta przez zakon kawalerów mieczowych. Wojska pskowskie szybko odbiły Izborsk, który jednak ponownie wpadł w ręce zakonników w 1240 i tym razem próba odbicia się nie powiodła. Dopiero po bitwie na jeziorze Pejpus, kiedy inflancka gałąź zakonu krzyżackiego została wyparta z całego terytorium księstwa pskowskiego, twierdza znalazła się ponownie w rękach słowiańskich.
Na początku XIV wieku fortyfikacje przeniesiono na sąsiednie Wzgórze Żurawie, znajdujące się około 700 m od poprzedniej lokalizacji, gdzie znajdują się one do dziś. W 1510 roku, wraz z całym księstwem pskowskim, Izborsk został włączony do Wielkiego Księstwa Moskiewskiego i od tamtego momentu zaczął pełnić rolę jego twierdzy granicznej. W czasie wojny z Moskwą w 1569 r. Jan Połubiński i Aleksander Połubiński, w wyniku szybkiego wypadku z obleganego przez wojska moskiewskie zamku Marienhusen zdobyli z marszu Izborsk, gdzie wzięli do niewoli jednego z moskiewskich dowódców.
Swoje znaczenie Izborsk utracił po wielkiej wojnie północnej. Granice przesunięto, a miasto zostało zdegradowane do stopnia prowincjonalnego. Twierdza zaczęła popadać w ruinę. W 2003 roku zakończyły się szeroko zakrojone prace renowacyjne, sfinansowane przez Global Heritage Fund.